# به آشپزخانه‌ام بیا
«به آشپزخانه‌ام بیا» (به انگلیسی: Come On in My Kitchen) یک ترانهٔ بلوز از رابرت جانسون موسیقی‌دان اهل ایالات متحده آمریکا است که ژوئیه ۱۹۳۷ منتشر شد. جانسون در این ترانه با مایه‌گرفتن از ضبط‌های قدیمی یک ترانهٔ سنتی، تنهایی خود را در آشپزخانه‌اش به‌تصویر می‌کشد، و در حالی‌که بیرون باد می‌وزد معشوقش را برمی‌انگیزاند تا پیش از باران‌گرفتن به او در آشپزخانه بپیوندد.
این ترانه از نغمه‌های کلاسیک موسیقی بلوز است و به‌خاطر «تمنای نشئه‌آور» جاری در صدا و موسیقی جانسون بسیار ستوده و بارها بازخوانی شده است.